# Johann Jakob Rüttimann

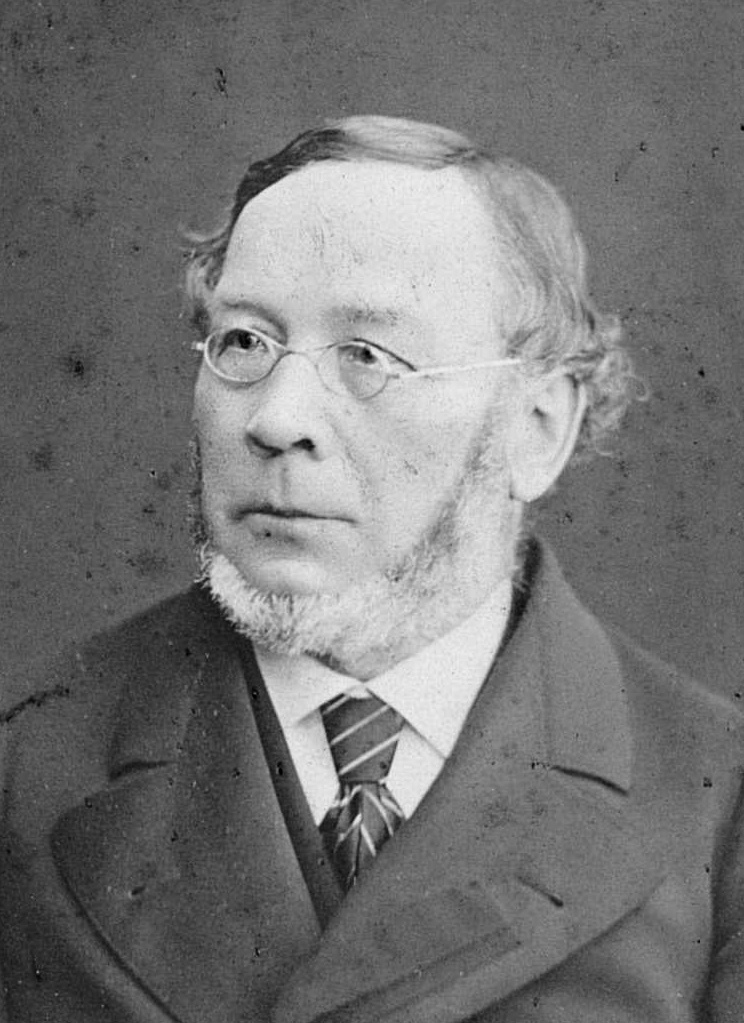
Johann Jakob Rüttimann um 1875

Johann Jakob Rüttimann (* 17. März 1813 in Regensberg; † 10. Januar 1876 in Enge, heute Gem. Zürich) war ein Schweizer Politiker, Mitglied des Ständerats und zwei Mal (1850/1851 und 1865/1866) dessen Präsident. Er war Vertreter des Liberalismus.

## Leben
Seine politische Karriere begann 1844 mit der Wahl ins Zürcher Kantonsparlament, den damaligen Grossen Rat. Ebenfalls ab 1844 war er Regierungsrat des Kantons Zürich und ab 1845 Vertreter des Kantons Zürich an der eidgenössischen Tagsatzung. Nach 1848 war er während insgesamt 13 Jahren Vertreter Zürichs im Ständerat.
Von 1844 an lehrte Rüttimann, der mit 16 Jahren die Arbeit als Substitut des Landschreibers (seines Vaters) aufnahm, und erst später in begleitenden Studien den Beruf des Juristen erlernte, an der Universität Zürich zürcherisches Privatrecht (ein eidgenössisches Privatrecht gab es noch nicht). Nach 1855 war er Dozent für Staatsrecht an der neu gegründeten ETH Zürich. Zudem war er Bundesrichter von 1848 bis 1854 (in jenem Jahr als dessen Präsident) sowie Mitbegründer der Zürich-Bodenseebahn 1853. 1852 eriehlt er die Ehrendoktorwürde der Universität Zürich.
Zwischen 1844 und 1872 war Rüttimann liberaler Grossrat des Kantons Zürich und zwischen 1844 und 1856 Regierungsrat (1850–1856 Direktor des Justizwesens) des Kantons Zürich.
Eine tiefe Freundschaft verband ihn zeitlebens mit seinem politischen Gegenspieler, dem sechs Jahre jüngeren Wirtschaftsführer und Eisenbahnunternehmer Alfred Escher.